# Tena (woreda)
Pour les articles homonymes, voir Tena.
« Ticho (Éthiopie) » redirige ici. Pour les autres significations, voir Ticho (awraja) et Ticho.
Tena est un woreda du centre-est de l'Éthiopie situé dans la zone Arsi de la région Oromia. Il a 66 203 habitants en 2007. Son centre administratif est Ticho.
Le woreda Tena est entouré dans la zone Arsi par Lude Hitosa, Robe, Sherka, Digeluna Tijo et Hitosa.
Il fait partie du bassin versant du Chébéli[à vérifier].
Ses principales agglomérations, Ticho et Kela, sont desservies par la route Robe-Gobesa à respectivement 27 et 40 km de Robe,,,.
Tena se rattachait au xxe siècle à l'awraja Ticho[à vérifier], une subdivision de l'ancienne province de l'Arsi qui portait le nom de Ticho mais dont la capitale administrative était la ville de Robe.  
Au recensement national de 2007, le woreda compte 66 203 habitants et 9 % de sa population est urbaine.
La majorité des habitants (54 %) sont musulmans, 44 % sont orthodoxes et 1 % sont protestants.
Ticho qui a 4 958 habitants en 2007 et Kela qui a 1 294 habitants à la même date sont les seules agglomérations recensées dans le woreda.
En 2022, la population du woreda est estimée à 96 783 personnes avec une densité de population de 216 personnes par km2 et 448 km2 de superficie.